# هرازدان سمنت
هرازدان سمنت (انگلیسی: Hrazdan Cement) شرکت سیمان ارمنستانی است، که در سال ۱۹۷۰ تأسیس شد.